# 貝津站
貝津站（日语：／ Kaizu eki */?）是位於愛知縣豐田市貝津町片坂，愛知環狀鐵道的愛知環狀鐵道線車站。此站與愛環梅坪站也是由於周邊地區居住人數增加，加上愛知萬博開幕的契機下，豐田市希望建設新站。

## 歷史
- 2005年（平成17年）3月1日 - 愛知環狀鐵道開設此站[1]。
- 2005年（平成17年）4月25日 - 成為有人車站（只限檢票業務）[2]。
- 2008年（平成20年）3月15日 - 開設車票販賣服務[2]。
- 2019年（平成31年）3月2日 - 此站開始可以使用IC卡「TOICA」[3]。

## 車站構造
本站是高架車站，設有1面1線單式月台。由於有許多學生使用此站，因此部分時段會開設櫃臺服務。為了提供無障礙環境，車站南邊設有1座升降機。而免費停車場在2012年4月起開始變成收費停車場（當停泊多於30分鐘以上時）。
車站外觀與中京大學豐田校園內的建築物十分相似。現時車站北邊設有新道路，但是該道路不可直接車站，需要使用舊道路前往南邊才能到達。

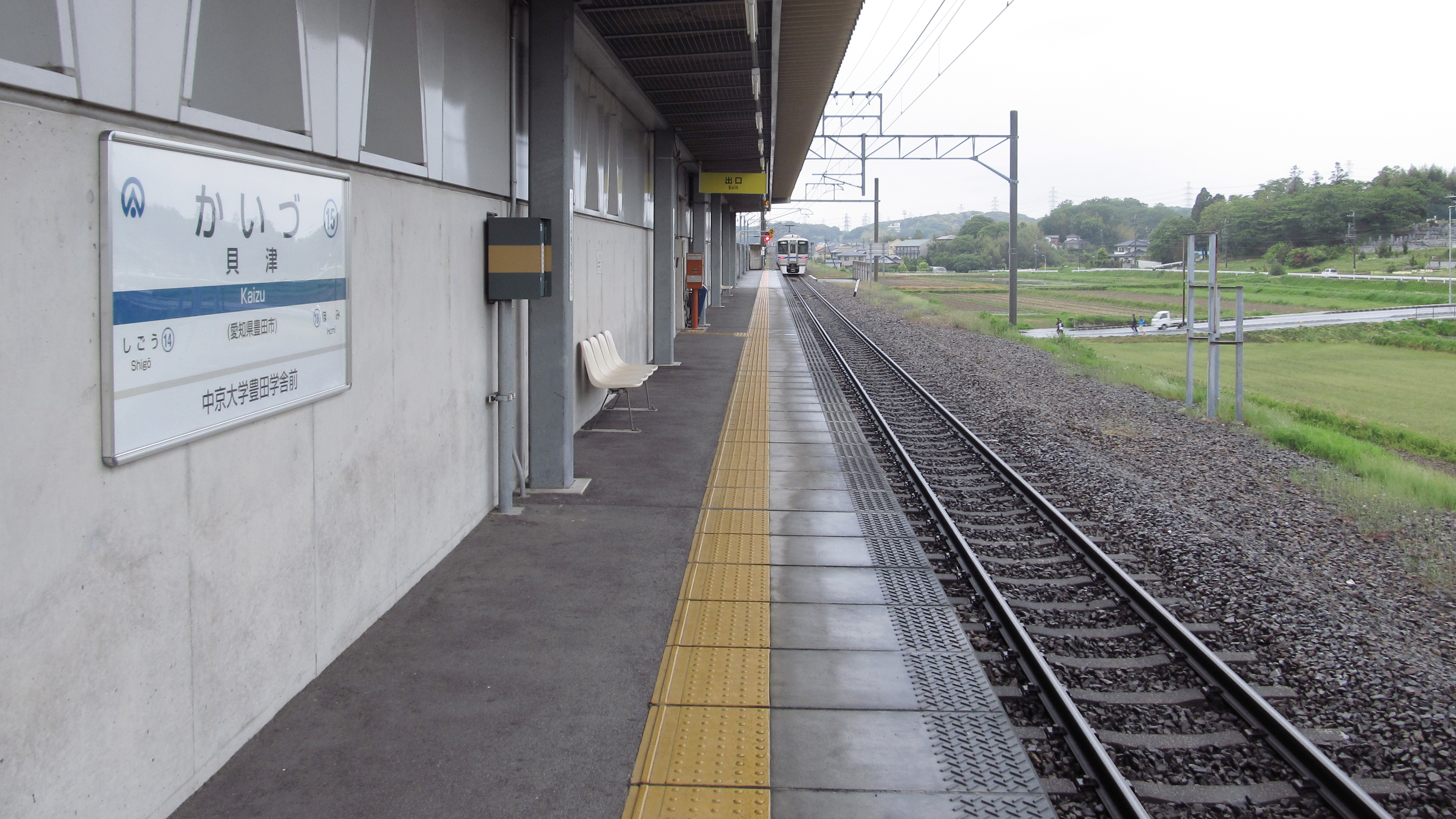
月台(2015年5月)
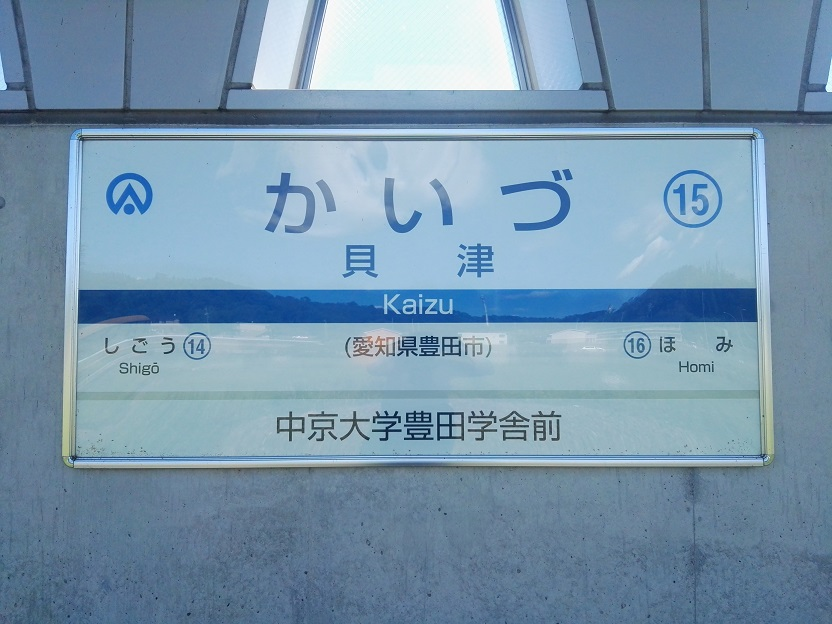
站名牌(2019年9月)
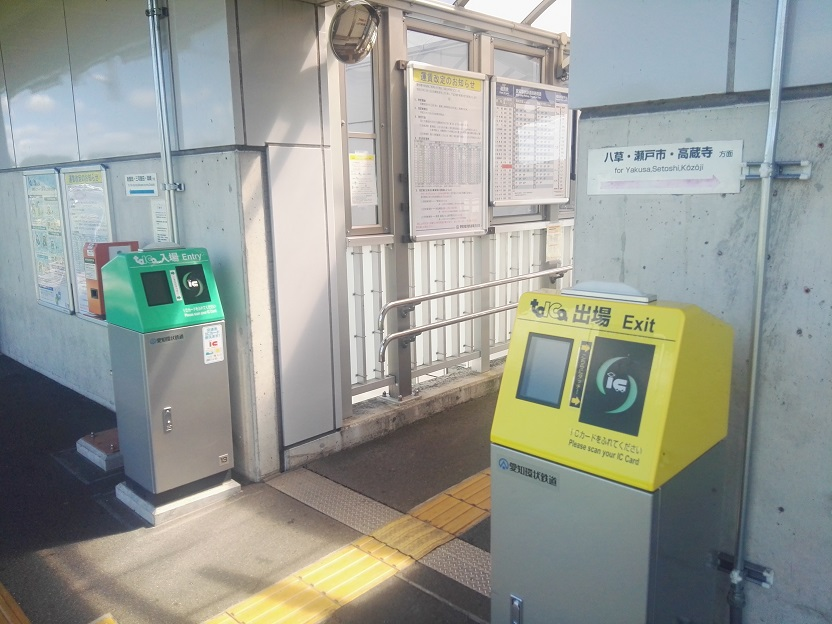
簡易TOICA閘機(2019年9月)

## 車站周邊
車站北邊為農田。周邊設有住宅。
- 中京大學豐田校園
- 豐田紡織（日语：トヨタ紡織）猿投工場
- 猿投Adventure Field（日语：さなげアドベンチャーフィールド）
- 愛知縣道58號名古屋豐田線（日语：愛知県道58号名古屋豊田線）（飯田街道）
- Amuse Dance Sports Club（貝津本校）
- 豐田市立淨水北小學
- 貝津町回收站

## 使用狀況
根據「豐田市統計書」和「移動等圓滑化取組報告書」，以下為1日平均使用人次列表。
- 2005年度：887人（愛知萬博舉行當年）
- 2006年度：933人
- 2007年度：1,083人
- 2008年度：1,139人
- 2009年度：1,144人
- 2010年度：1,133人
- 2011年度：1,046人
- 2012年度：1,013人
- 2013年度：938人
- 2014年度：908人
- 2015年度：925人
- 2016年度：994人
- 2017年度：1,062人
- 2018年度：1,109人
- 2019年度：1,228人
- 2020年度：744人

## 相鄰車站
愛知環狀鐵道
愛知環狀鐵道線
四鄉（14）－貝津（15）－保見（16）

## 注腳
1. ↑  企業情報 沿革 （页面存档备份，存于）（日語）　愛知環狀鐵道
2. 1 2  《愛知環状鉄道の30年》年表，愛知環狀鐵道株式會社，2019年
3. ↑   (PDF) (新闻稿). 愛知環状鉄道. 2018-12-12  [2020-11-08]. （原始内容 (PDF)存档于2019-06-02） （日语）.
4. ↑  オープンデータ　データ提供　豊田市統計書 （页面存档备份，存于）（日語） - 豐田市
5. ↑  移動等円滑化取組計画書・報告書 （页面存档备份，存于）（日語） - 愛知環狀鐵道

## 外部連結
- 貝津站資訊 （页面存档备份，存于）（日語） - 愛知環狀鐵道